# 恬嫔
恬嫔（18世纪？—1845年），富察氏，满洲鑲黄旗人。馬齊之子傅良的曾孫女，广东监运使、左迁湖北盐法武昌道查清阿之嫡长女，清朝道光帝之嬪。

## 生平
恬嫔的生年不详，生辰则为三月二十日。
嘉庆时，富察氏为清宣宗道光帝潜邸的侧福晋。嘉庆四年（1799年）时，在宮內檔案中便有「皇二子側妃」的身份。嘉庆十四年档案中，富察氏已被改称為“大侧室福晋”。 因為官女子輝發那拉氏，慶育皇孫而封為側福晉，富察氏已非唯一的側福晉。
道光帝登基后，在嘉庆二十五年（1820年）九月初五日，将他的潜邸妻妾们都进行加封。富察氏被封为嬪，尚未擬定封號。道光元年十一月初一日，富察氏與定贵人一起居东六宫之承乾宫，道光五年左右遷居延禧宫。
道光二年（1822年）十一月十六日巳时，举行了恬嫔册封礼，在排序上先於和嬪。而「恬」字的满文与乾隆帝繼后曾獲的封號-「娴」的满文是相同的，其意都为“恬然”、“恬静”。不過，富察氏在道光帝即位后的二十五年中一直没有得到晋封，始终在嫔的位子上。
道光七年八月，皇后妃嬪等位會親，其中恬嬪在八月初二日會親，親族人等出入走蒼震門。
道光十一年六月十一日午时，皇四子奕詝洗三，任命姥姥张氏、邵氏担任恭洗人。清宫档案记载，恬妃将预先准备好的物品“添盆”。档案称富察氏为恬妃的缘故不详，或为道光帝曾诏封其为恬妃。
恬嬪天性仁厚，對待位下的官女子，名義上為主奴，實際上有着姐妹情誼，所以在其位下的宮女過得比較隨意，與恬嬪相處融洽。道光二十年，敬事房交出延禧宫恬嫔位下因病出宫女子一名，富察氏時時牽挂着该宮女的病情，亦曾建議該宮女病好後再入宮侍候她。由此可見，恬嬪与位下宮女之間的良好關係。
《翁心存日记》記載，每逢元旦日，道光帝都會派恬嬪到孝慎皇后生前所居的儲秀宮後殿拈香。出身旗人世家的孝慎成皇后，本身作风也是比较正派，被形容為「柔嘉维则，孝敬无违。此宫中府中所共知者」，推測其生前与性情温厚的富察氏關係較好。
道光二十五年（1845年）七月十九日，逝世。在此年的五月二十三日，恬嫔居住的延禧宫起火，烧毁正殿、后殿及东西配殿等建筑共二十五间，仅余宫门。延禧宫的掌事太监被杖责一百，然后发配黑龙江给官兵为奴。恬嫔可能是在大火之中受重伤，不治致死。因為原居延禧宮的成贵人、常贵人搬去咸福宫，而身為延禧宮首領主位的恬嬪卻沒有遷居別處的記載，實屬可疑。若恬嬪沒有在此次的事件中受重傷，為何不陪同成貴人等遷居咸福宮呢？
富察氏薨逝後，有一份名為「贵嫔丧礼奏议」的滿文奏摺，稱其為「貴嬪」之故不詳，或因富察氏在宮中的地位頗高。據另外一份禮部檔案顯示，喪儀依照道光六年荣嫔溘逝一例，毋庸辍朝。道光二十五年七月二十一日，恬嫔金棺奉移田村殡宫暂安。十月初二日卯时恬嫔金棺奉移清西陵，随同一起奉移的还有定贵人彩棺。十月初六日到达清西陵，翌日申时葬入地宫。

## 家庭
- 五世祖馬齊，為高宗孝賢純皇后之伯父。
- 曾祖父傅良，生于康熙五十年（1711年），卒于乾隆四十二年（1777年），世袭敦惠一等伯爵，官至吉林、西安、宁夏三地将军，谥恭勤，诰授光禄大夫。
- 曾祖母爱新觉罗氏，生于康熙五十年（1711年），卒年不详，四品宗室富達禮之女，镇国将军洛托之孙女，多罗和惠贝勒塞桑武之曾孙女，和硕莊亲王舒尔哈齐之玄孙女，诰封一品夫人。
- 祖父穆靖安，字以寧，生于乾隆元年（1736年），卒于乾隆四十七年（1782年），历任直隶永平府同知、刑部员外郎；
- 嫡祖母爱新觉罗氏，生于乾隆三年（1738年），卒于乾隆二十六年（1761年），已革辅国公恒新（又名恒仁，字月山）之女，已革辅国公普照之孫女，輔國公盛京將軍綽克都之曾孫女，英亲王阿济格后裔。
- 繼祖母那拉氏，生于乾隆五年（1740年），卒于乾隆五十四年（1789年）。
- 生祖母傅氏，生于乾隆四年（1739年），卒于乾隆三十四年（1769年）。
- 父查清阿，字芸圃，生于乾隆二十六年（1761年），卒于道光五年（1835年），湖北盐法道。
- 生母爱新觉罗氏，告退二等侍卫科靈阿之女，革退侍卫常赫之孙女，奉恩辅国恪僖公察尼之曾孙女，和硕豫通亲王多鐸之玄孙女。
- 父侧室韩氏。
- 弟弟诚端，字述堂，生于乾隆四十六年（1781年），卒于道光二十三年（1843年），以官学生的身份入仕，历任江西、云南、福建、江苏、湖南等地布政使，都察院左副都御史，盛京工部侍郎兼管奉天府尹，葉爾羌幫辦大臣，阿克苏办事大臣等职。
- 弟媳爱新觉罗氏，生于乾隆四十五年（1780年），卒于道光十三年（1833年），鑲藍旗宗室筆帖式綿清之長女，三等侍衛永快之孫女，鑲藍旗漢軍都統弘暟之曾孫女，多羅恂勤郡王允禵之玄孫女。
- 弟弟诚春，字怡暉，候补内阁中书。
- 妹妹富察氏，嫁骑都尉觉罗春培，生一子覺羅福增。
- 侄女富察氏，嫁和硕怡恪亲王奕勳第四子辅国将军載圻，无子女。